# Bianca Stichling
Bianca Stichling (* 4. März 2000 in Weinheim) ist eine deutsche Leichtathletin, die sich auf den Hochsprung spezialisiert hat.
Bei den Deutschen Meisterschaften 2022 in Berlin wurde sie deutsche Meisterin im Hochsprung.

## Sportliche Laufbahn
Ihre leichtathletische Laufbahn begann Bianca Stichling bei der TSG Weinheim im Alter von 8 Jahren, ehe sie 2021 zum TSV Bayer 04 Leverkusen wechselte.
Sie trat 2017 bei den U18-Weltmeisterschaften in Nairobi an und wurde Fünfte mit 1,79 m.
Bei den U20-Weltmeisterschaften 2018 in Tampere wurde sie 15. und gewann bei den Deutschen Jugendmeisterschaften in Rostock.
Die U23-Europameisterschaften 2021 in Tallin beendete sie auf dem achten Platz.
Ihren ersten deutschen Meistertitel gewann sie bei den Deutschen Hallenmeisterschaften 2022 in Leipzig mit 1,86 m. Im selben Jahr gewann sie bei den Deutschen Meisterschaften in Berlin mit 1,87 den Titel. Bei den Europameisterschaften in München wurde sie Achte ihrer Qualifikationsgruppe mit 1,83 m und erreichte dadurch nicht das Finale. Zudem sprang sie in diesem Jahr ihre Bestleistung von 1,90 m.
2025 gewann sie den Titel bei den Deutschen Hallenmeisterschaften in Dortmund mit 1,90 m.